# Bentley Bentayga
El Bentley Bentayga es un SUV del Segmento F del fabricante inglés Bentley. Con una configuración de cinco plazas con motor delantero longitudinal, y tracción en las cuatro ruedas.
Se presentó en el Salón del Automóvil de Ginebra, empezando los pedidos ese mismo año, y las entregas en el 2016, el modelo se empezó a ofertar como modelo 2017.
Se ofrece con un motor biturbo de 12 cilindros dispuestos en w, con un desplazamiento de 6 litros. Ofreciendo una potencia de 600 hp, y un torque de 664 lb.ft @1350 rpm. Es capaz de completar un 0-100 km/h en 4.1 segundos. Con una velocidad limitada a 301 km/h. Según los consumos oficiales de la marca puede otorgar con consumo combinado 7.6 km/l, urbano 5.2 km/l, y autopista 10.7 km/l. 

## Equipamiento de Serie

### Mecánico
Tiene como equipamiento de serie, interiores forrados en piel, con 4 opciones de chapas. Parabrisas calefactable, y cristales laterales laminados y acústicos. Asistente de descenso de pendientes.

### Interior y tecnología
Caja Automática de 8 velocidades, tracción permanente en las 4 ruedas, suspensión de aire con 4 niveles de altura. Volante con asistencia eléctrica sensible a la velocidad, con radio variable, luces adaptativas con tecnología full led, y asistente automática de cambio de luces en carretera. Techo panorámico con función de inclinación y deslizar. Portón trasero automática. Pantalla táctil de 8", con sistema de navegación.